# Sacramento
Pour les articles homonymes, voir Sacramento (homonymie).
Sacramento (prononcé en anglais : /ˌsækɹəˈmɛntoʊ/) est la capitale de l'État de Californie aux États-Unis. Siège du comté de Sacramento, la ville est fondée en décembre 1848 par John Sutter. Sacramento se développe à partir de la ruée vers l'or, durant laquelle elle est un centre commercial et agricole important.
Comptant 524 943 habitants lors du recensement des États-Unis de 2020 pour une agglomération urbaine couvrant plus de 2 397 382 habitants, la ville connaît un développement rapide ces dernières années. Surnommée « Sactown » ou « Sac » par ses habitants, le surnom « River City » est également utilisé, ainsi que celui de « Sacratomato ».

## Géographie

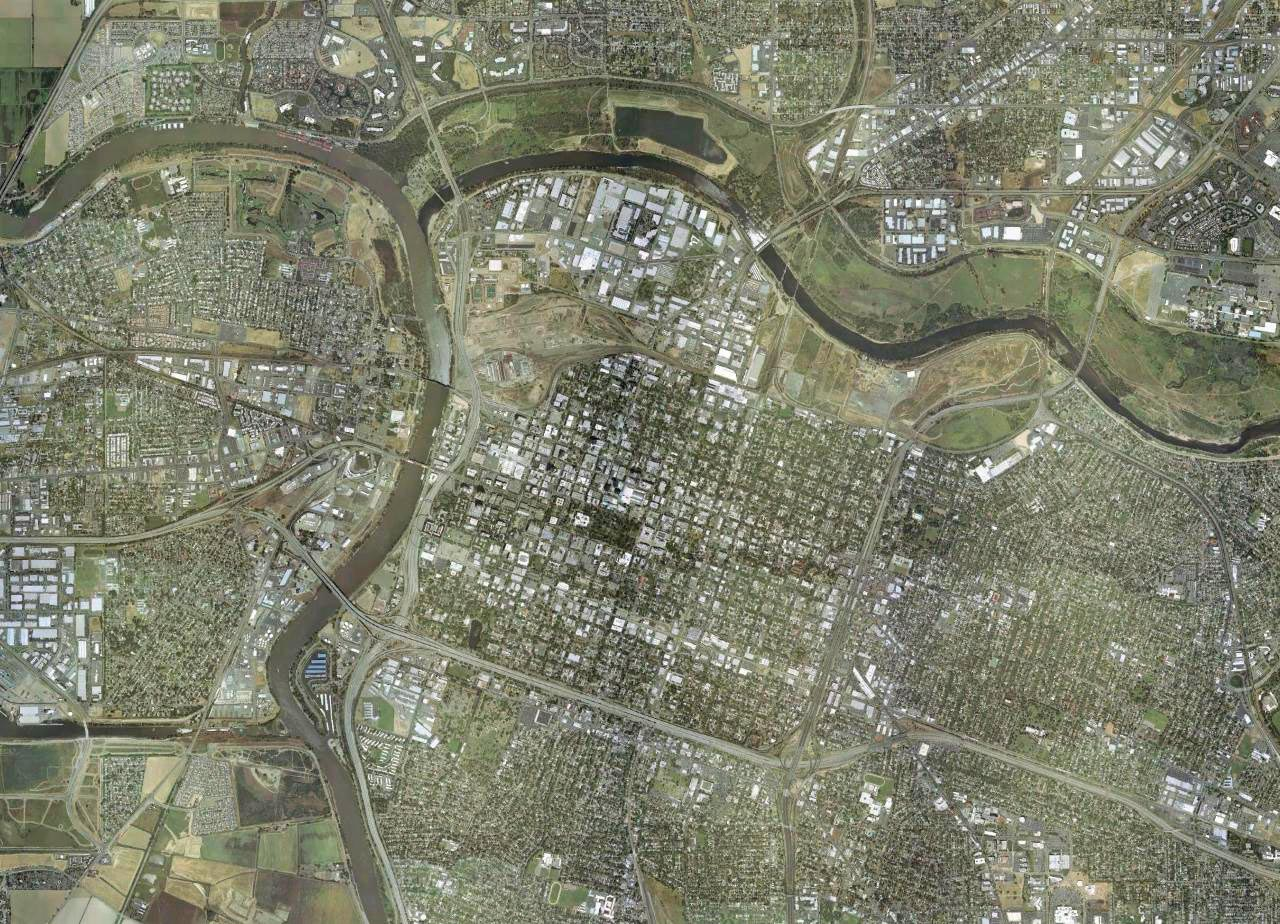
Vue satellite de Sacramento.

Le Bureau du recensement des États-Unis indique que la ville a une superficie totale de 259,273 km2 (253,600 km2 de terres et 5,67 km2 composés de plans d'eau, soit 2,19 %.)
La ville, située au confluent du Sacramento et de l'American River, possède un port connecté à la baie de San Francisco par un canal passant à travers la baie de Suisin et le delta du Sacramento. C'est le centre de la vallée de Sacramento au niveau des transports ferroviaires et fluviaux des fruits, légumes, du riz et du bœuf et des produits laitiers. L'industrie alimentaire est l'une des industries majeures de la région.
La plus grande partie du territoire à l'ouest de la ville, dans le comté de Yolo, est un bassin inondable. L'aire urbaine de Sacramento s'étend donc seulement à 6 km à l'ouest du centre-ville avec West Sacramento, mais jusqu'à 50 km au nord-est et à l'est, jusqu'aux contreforts de la sierra Nevada, et à 16 km au sud dans la campagne.

### Démographie
| Composition raciale      | 1940   | 1970   | 1990   | 2010   |
| ------------------------ | ------ | ------ | ------ | ------ |
| Blancs                   | 94,2 % | 81,5 % | 60,1 % | 45,0 % |
| —Non hispaniques         | n/a    | 71,4 % | 53,4 % | 34,5 % |
| Noirs ou Afro-Américains | 1,4 %  | 10,7 % | 15,3 % | 14,6 % |
| Hispaniques ou Latinos   | n/a    | 11,0 % | 16,2 % | 26,9 % |
| Asio-Américains          | 4,3 %  | 6,5 %  | 15,0 % | 18,3 % |

En 2010, la population hispanique et latino est majoritairement d'origine mexicaine, les Mexicano-Américains représentants 22,6 % de la population. Les Sino-Américains représentent quant à eux 4,9 % de la population, les Philippino-Américains 3,8 % et les Hmongo-Américains 3,4 %.
Population des dix villes de Californie les plus peuplées (2016)
Selon l’American Community Survey pour la période 2010-2014, 62,75 % de la population âgée de plus de 5 ans déclare parler l'anglais à la maison, 17,85 % déclare parler l'espagnol, 3,53 % une langue chinoise, 2,91 % une langue hmong, 1,70 % le tagalog, 1,51 % le vietnamien, 1,42 % le hindi, 0,82 % le russe et 7,50 % une autre langue.
| Indicateur                             | Sacramento | États-Unis |
| -------------------------------------- | ---------- | ---------- |
| Personnes de moins de 5 ans            | 6,8 %      | 6,1 %      |
| Personnes de moins de 18 ans           | 23,8 %     | 22,6 %     |
| Personnes de plus de 65 ans            | 12,1 %     | 15,6 %     |
| Femmes                                 | 51,3 %     | 50,8 %     |
| Personnes par foyer                    | 2,65       | 2,64       |
| Vétérans                               | 4,7 %      | 8,0 %      |
| Personnes nées étrangères à l'étranger | 22,4 %     | 13,2 %     |
| Personnes sans assurance maladie       | 12,6 %     | 10,2 %     |
| Personnes avec un handicap             | 9,1 %      | 8,6 %      |
| Revenus annuels                        | 27 146 $   | 29 829 $   |
| Personnes sous le seuil de pauvreté    | 21,4 %     | 12,3 %     |
| Diplômés du lycée                      | 83,7 %     | 87,0 %     |
| Diplômés de l'université               | 30,7 %     | 30,3 %     |

| 1850  | 1860   | 1870   | 1880   | 1890   | 1900   |
| ----- | ------ | ------ | ------ | ------ | ------ |
| 6 820 | 13 785 | 16 283 | 21 420 | 26 386 | 29 282 |

| 1910   | 1920   | 1930   | 1940    | 1950    | 1960    |
| ------ | ------ | ------ | ------- | ------- | ------- |
| 44 696 | 65 908 | 93 750 | 105 958 | 137 572 | 191 667 |

| 1970    | 1980    | 1990    | 2000    | 2010    | 2020    |
| ------- | ------- | ------- | ------- | ------- | ------- |
| 257 105 | 275 741 | 369 365 | 407 051 | 466 488 | 524 924 |

### Climat
Le climat de Sacramento est méditerranéen, caractérisé par des hivers plutôt doux et des étés chauds et secs. La température moyenne sur l'année est de 16,1 °C. Le mois le plus froid est décembre avec une moyenne minimale de 4 °C et le plus chaud est juillet avec une moyenne maximale de 33,8 °C. Ce climat est similaire à celui de l'Espagne. La présence de montagnes génère des effets de fœhn et empêche l'air frais océanique de tempérer les étés et de radoucir plus les hivers. La ville bénéficie d'un climat doux subtropical (autrement dit tempéré chaud), ce qui permet l'intégration d'espèces végétales subtropicales telles que les palmiers par exemple.
| Mois                                  | jan.    | fév.    | mars    | avril   | mai     | juin    | jui.    | août    | sep.    | oct.    | nov.    | déc.    | année   |
| ------------------------------------- | ------- | ------- | ------- | ------- | ------- | ------- | ------- | ------- | ------- | ------- | ------- | ------- | ------- |
| Température minimale moyenne (°C)     | 4       | 5,3     | 6,9     | 8,3     | 11,1    | 13,6    | 15,1    | 14,9    | 13,6    | 10,2    | 5,9     | 3,6     | 9,4     |
| Température moyenne (°C)              | 8,7     | 10,8    | 13      | 15,3    | 18,9    | 22,3    | 24,4    | 24,1    | 22,5    | 18,1    | 12,2    | 8,5     | 16,6    |
| Température maximale moyenne (°C)     | 13,3    | 16,3    | 19,1    | 22,3    | 26,8    | 31,1    | 33,7    | 33,3    | 31,4    | 26      | 18,3    | 13,3    | 23,7    |
| Record de froid (°C) date du record   | −7 1950 | −5 1989 | −3 1971 | −1 1999 | 1 1950  | 5 1990  | 9 1983  | 9 1950  | 6 2007  | 2 1949  | −3 1993 | −8 1990 | −8 1990 |
| Record de chaleur (°C) date du record | 24 2014 | 26 2016 | 31 1988 | 35 2004 | 41 2021 | 46 1961 | 46 1972 | 44 2020 | 43 2020 | 40 2001 | 31 1960 | 23 2020 | 46 1961 |
| Ensoleillement (h)                    | 145,5   | 201,3   | 278     | 329,6   | 406,3   | 419,5   | 440,2   | 406,9   | 347,8   | 296,7   | 194,9   | 141,1   | 3 607,8 |
| Précipitations (mm)                   | 93      | 88,6    | 68,1    | 32      | 19      | 5,8     | 0,05    | 1       | 2,3     | 21,6    | 42,2    | 87,1    | 460,7   |
| dont neige (cm)                       | 0       | 0,25    | 0       | 0       | 0       | 0       | 0       | 0       | 0       | 0       | 0       | 0       | 0,25    |
| Nombre de jours avec précipitations   | 10      | 9,1     | 9       | 5,1     | 3,6     | 1,1     | 0,1     | 0,2     | 0,7     | 3,1     | 6,1     | 9,6     | 57,7    |
| Humidité relative (%)                 | 83,3    | 76,8    | 71,6    | 64,5    | 58,9    | 55      | 53,2    | 55,7    | 57      | 63,1    | 75,6    | 82,9    | 66,5    |
| Nombre de jours avec neige            | 0       | 0,03    | 0       | 0       | 0       | 0       | 0       | 0       | 0       | 0       | 0       | 0       | 0,03    |

| Diagramme climatique                                  |             |             |           |            |             |              |           |             |            |             |             |
| J                                                     | F           | M           | A         | M          | J           | J            | A         | S           | O          | N           | D           |
| 13,3493                                               | 16,35,388,6 | 19,16,968,1 | 22,38,332 | 26,811,119 | 31,113,65,8 | 33,715,10,05 | 33,314,91 | 31,413,62,3 | 2610,221,6 | 18,35,942,2 | 13,33,687,1 |
| Moyennes : • Temp. maxi et mini °C • Précipitation mm |             |             |           |            |             |              |           |             |            |             |             |

| Mois                                  | jan.    | fév.    | mars    | avril   | mai     | juin    | jui.    | août    | sep.    | oct.    | nov.    | déc.    | année |
| ------------------------------------- | ------- | ------- | ------- | ------- | ------- | ------- | ------- | ------- | ------- | ------- | ------- | ------- | ----- |
| Température minimale moyenne (°C)     | 5,1     | 6,5     | 8,2     | 9,6     | 12,2    | 14,8    | 16,3    | 16,1    | 14,9    | 11,6    | 7,4     | 4,8     | 10,6  |
| Température maximale moyenne (°C)     | 13,6    | 16,8    | 19,9    | 23,1    | 27,4    | 31,7    | 34,7    | 34,2    | 31,8    | 26,1    | 18,5    | 13,6    | 24,3  |
| Record de froid (°C) date du record   | −7 1888 | −6 1884 | −2 1880 | 1 1953  | 3 1896  | 6 1929  | 8 1901  | 9 1921  | 7 1934  | 1 1946  | −3 1880 | −8 1932 |       |
| Record de chaleur (°C) date du record | 24 1994 | 27 1985 | 32 1988 | 37 2004 | 42 1984 | 44 1934 | 46 1925 | 44 1933 | 43 1955 | 39 1987 | 30 1966 | 22 1979 |       |
| Précipitations (mm)                   | 98,3    | 92,2    | 71,6    | 36,6    | 21,8    | 5,3     | 0,05    | 0,5     | 3,8     | 23,6    | 45,2    | 88,6    | 487,7 |

## Histoire

### Premières populations
12 000 ans avant l'arrivée de colons européens, la région de Sacramento est habitée par les Nisenan, une tribu issue des Maidu, sans laisser de traces significatives. La région possède alors des ressources naturelles telles qu'elle peut être assimilée à un véritable « jardin d'Éden ».
Gavin Menzies soutient qu'une expédition navale chinoise aurait fait relâche sur le cours de la rivière Sacramento en 1423 et que les restes d'une épave de jonque y ont été étudiés en 2002.

### Fondation et découverte de l'or

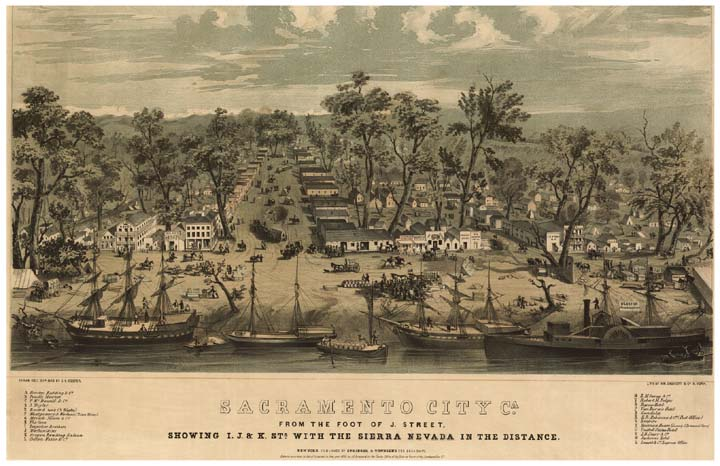
Sacramento en 1849.

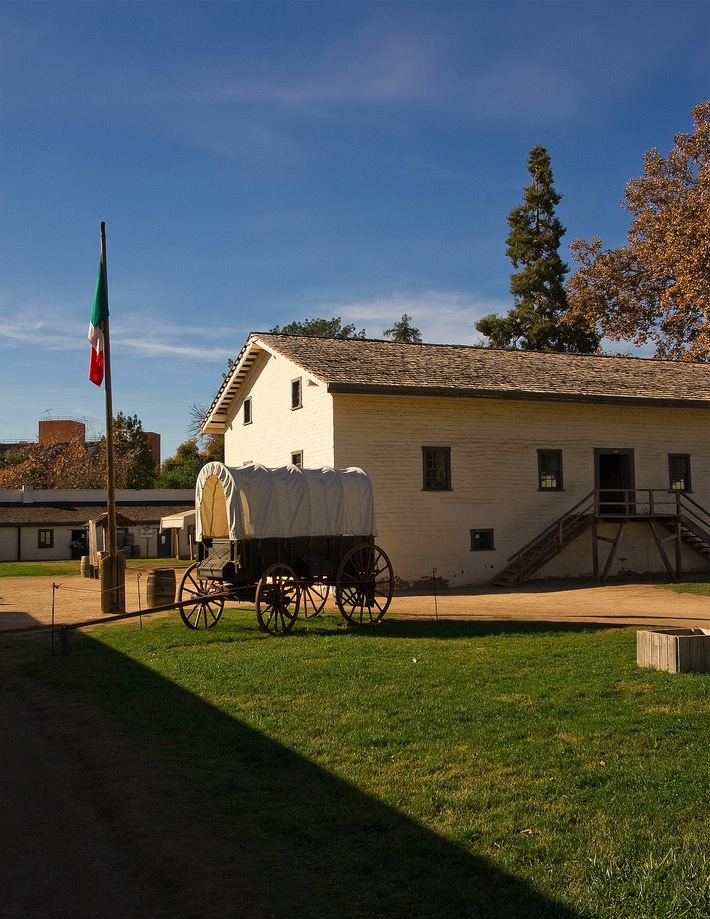
Le Sutter's Fort aujourd'hui.

En 1808, l'explorateur Gabriel Moraga et des soldats espagnols de la mission San José découvrent la région et dénomment l'actuelle rivière Sacramento du nom de Jesus Maria et l'actuelle American River Sacramento (de l'espagnol sacramento, « sacrement »). Dans les années 1830, la région est cartographiée et traversée par les trappeurs en route pour l'Oregon, par exemple Jedediah Smith.
En 1833, une violente épidémie décime la population indigène de la vallée. On estime que 20 000 individus meurent, ce qui va ouvrir la voie à un peuplement de colons. Aucune population blanche toutefois ne s'y installe avant 1839. En août de cette année, un Suisse de Liestal, nommé John Sutter, arrive à Yerba Buena (l'ancien nom de San Francisco) en provenance de Sitka, en Alaska. Désireux d'y construire une nouvelle terre, il se tourne vers le gouverneur mexicain Juan Bautista Alvarado qui lui attribue une zone de Californie. Sutter y construit, avec l'aide de colons, un domaine de 76 acres auquel il donne le nom de New Helvetia. L'année suivante, il établit une colonie marchande du nom de fort Sutter, encore visible aujourd'hui, et construit un embarcadère sur le fleuve qui deviendra une véritable porte d'entrée pour les chercheurs d'or.
Le 2 février 1848, le traité de Guadalupe provoque l'incorporation de la Californie aux États-Unis et son détachement du Mexique.
L'associé de Sutter, James W. Marshall, découvre la même année un gisement d'or à Coloma, au site de Sutter's Mill. De nombreux prospecteurs arrivent à Sutter's Fort, dont la population augmente fortement. En 1849, John Sutter Jr, fils de John Sutter, dresse les plans de la ville et la rebaptise du nom du fleuve Sacramento pour des raisons commerciales et contre les vœux de son père. La ville de Sacramento voit officiellement le jour.

### Développement de la ville (1855-1960)

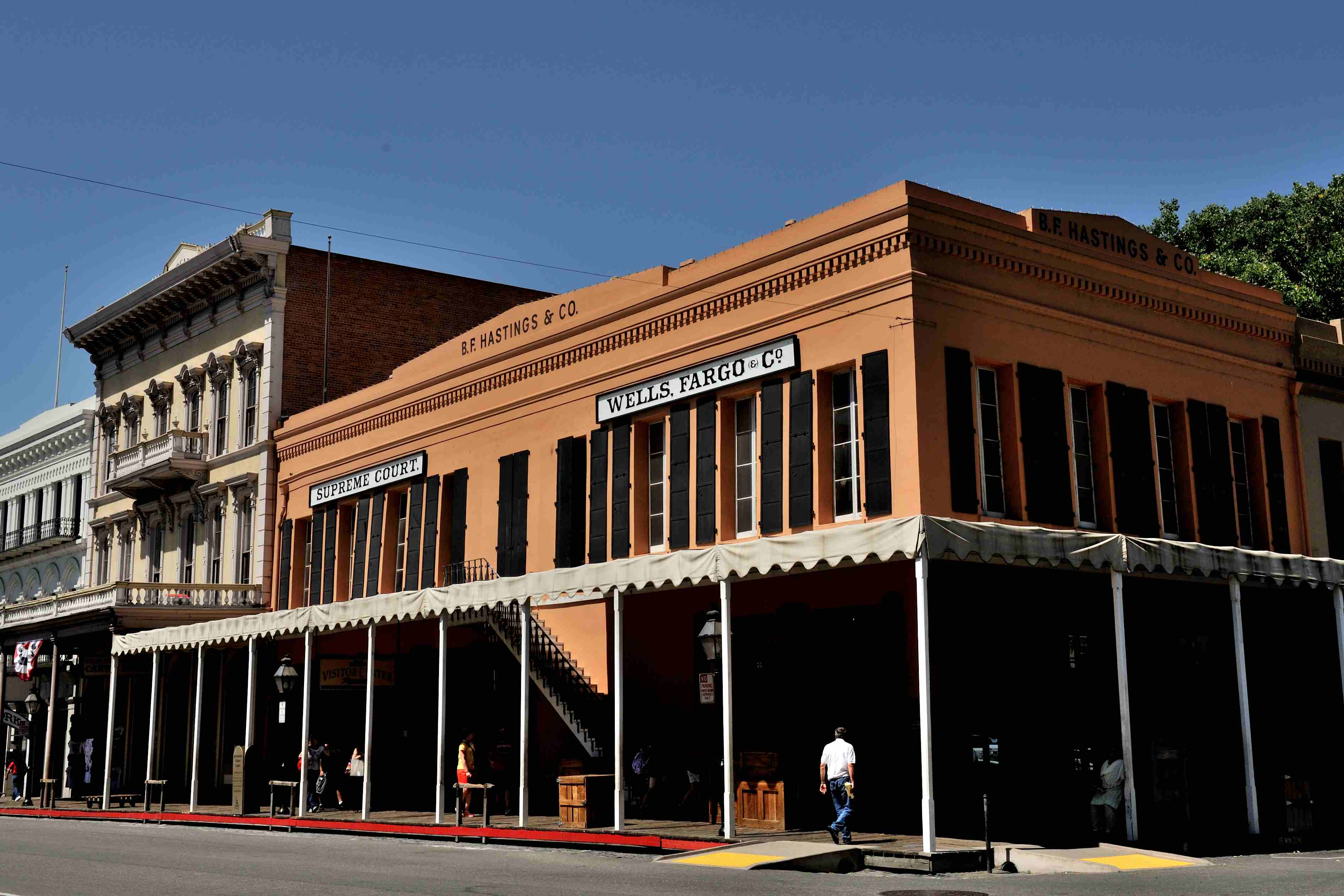
Old Sacramento, anciens locaux de BF Hastings et Co et de Wells Fargo. Terminus du service postal Pony Express.

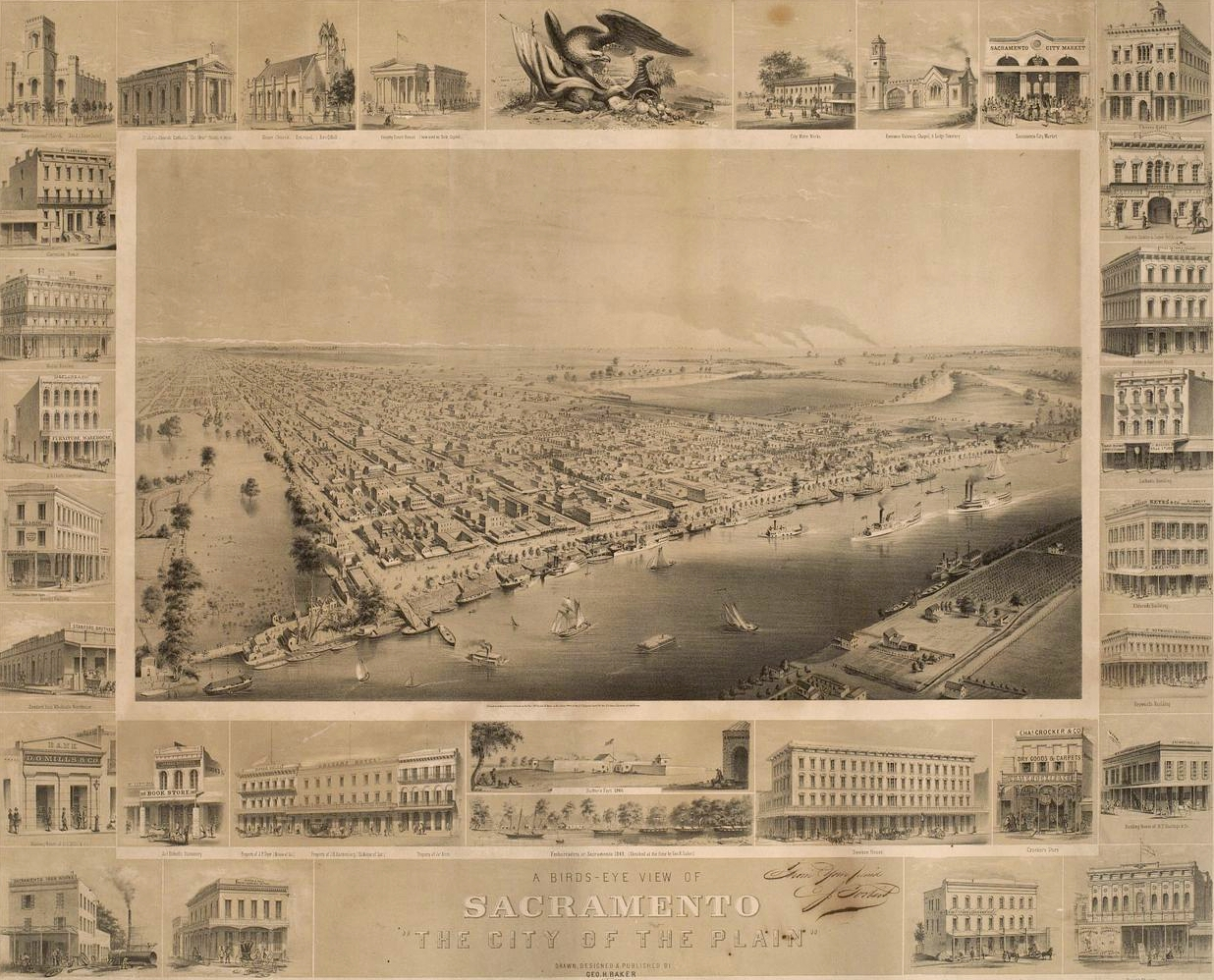
Sacramento en 1857.

En moins de dix années, Sacramento et la Californie passent d'une économie rustique basée sur la roue à un âge industriel moderne, incarné par l'arrivée du chemin de fer.
En 1855 est entreprise la construction de la voie de chemin de fer traversant la vallée de Sacramento. Quatre industriels locaux lui apportent leur soutien : Collis P. Huntington, Mark Hopkins, Charles Crocker et Leland Stanford (à qui l'université Stanford doit son nom). Ces quatre hommes sont connus sous le nom de Big Four. En 1856, Sacramento devient le terminus du premier chemin de fer transcontinental.
Sacramento est la plus vieille ville incorporée de Californie. Durant les années 1850, la vallée est dévastée par des inondations, des incendies et des épidémies de choléra ; mais la ville survit et compte rapidement 10 000 habitants.

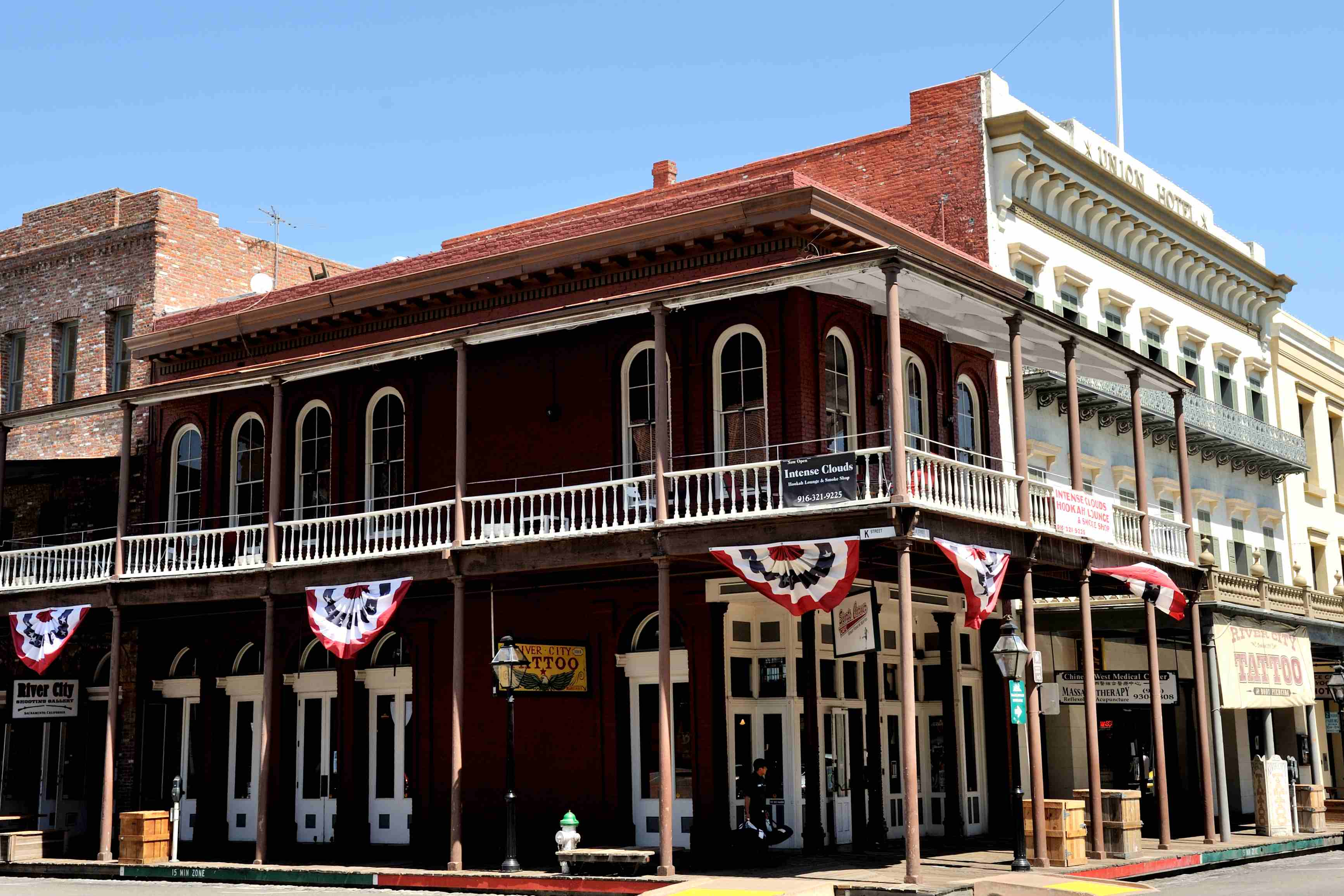
en - Lieu de réunions politiques et de lobbying au XIXe siècle.

Sacramento est choisie comme capitale de l'État de Californie en 1854. La construction du Capitole dans un style néo-classique s'étale de 1860 à 1874.
En 1887, la ville est littéralement envahie par des vélocipèdes de tout genre, au point que des associations de cyclistes se créent. Mais les rues changent réellement de visage avec l'arrivée de l'automobile au milieu des années 1890, même si l'engouement se fait lentement : on compte 27 automobiles à Sacramento en 1905 et 700 en 1910. Mais, à partir de 1911, c'est l'explosion dans les achats : 75 automobiles s'y vendent chaque jour, au point que 1911 sera dénommée Auto Frenzy (la « frénésie de l'automobile »). La première course automobile à Sacramento a lieu en 1903 à la foire de l'État de Californie.
La ruée vers l'or diminuant progressivement, Sacramento mise l'essentiel de son économie sur l'agriculture. La ville connaît ensuite la renommée grâce à son industrie aérienne lors de la Première Guerre mondiale. La McClellan Air Force Base s'y installe en 1937.

### Décadence et renouveau (de 1960 à nos jours)

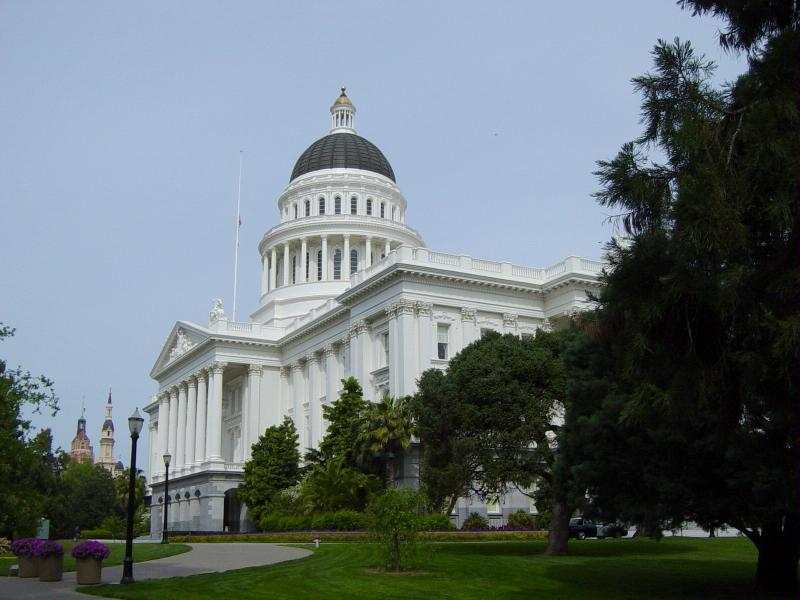
Le Capitole de l'État de Californie.

La population de Sacramento se met à décroître rapidement dans les années 1960, ses habitants entamant une migration vers les zones périphériques. Mais une mise en valeur du centre historique, incluant notamment la restauration de l'embarcadère de Sutter, donne à la ville un second souffle. De nombreux commerces ouvrent et le centre-ville connaît une nouvelle naissance, marquée par l'apport d'une nouvelle population.
Le 10 avril 1966, la ville est le point d'arrivée d'une marche d'ouvriers agricoles conduite par César Chávez, laquelle débouche sur la création de l'United Farm Workers Organizing Committee (UFWOC).

## Politique et administration
La ville est dirigée par un maire et un conseil municipal de huit membres élus pour un mandat de quatre ans, renouvelés par moitié tous les deux ans. Les dernières élections ont eu lieu le 5 novembre 2024.
En 2016, Sacramento rejoint le mouvement Fab City, suivant l'appel lancé par le maire de Barcelone, Xavier Trias, à ce que toutes les villes du monde deviennent autosuffisantes pour 2054.

### Maires
| Période | Période     | Identité           | Étiquette | Qualité |
| ------- | ----------- | ------------------ | --------- | ------- |
| 1999    | 2000        | Jimmie R. Yee      | Démocrate |         |
| 2000    | 2008        | Heather Fargo      | Démocrate |         |
| 2008    | 2016        | Kevin Johnson      | Démocrate |         |
| 2016    | 2024        | Darrell Steinberg  | Démocrate |         |
| 2024    | en fonction | Kevin McCarty (en) | Démocrate |         |

## Éducation
Le principal établissement d'enseignement supérieur de la ville est l'université d'État de Californie à Sacramento. Ayant pour mascotte le frelon, elle accueillait 27 972 étudiants répartis en huit facultés en 2004.
Parmi les autres établissements d'enseignement supérieur, la ville compte :
- The University of Sacramento, un établissement privé de confession catholique romaine dirigé par la Légion du Christ, congrégation de droit pontifical ;
- The McGeorge School of Law, considérée comme l'une des cent meilleures écoles de droit des États-Unis et dépendant de l'université du Pacifique ;
- L'American River College, un collège communautaire.

Parmi les écoles de la ville, citons la Thomas Jefferson School.

## Transports
Sacramento possède un métro léger composé de deux lignes, d'une longueur totale de 60,22 km.

## Sport

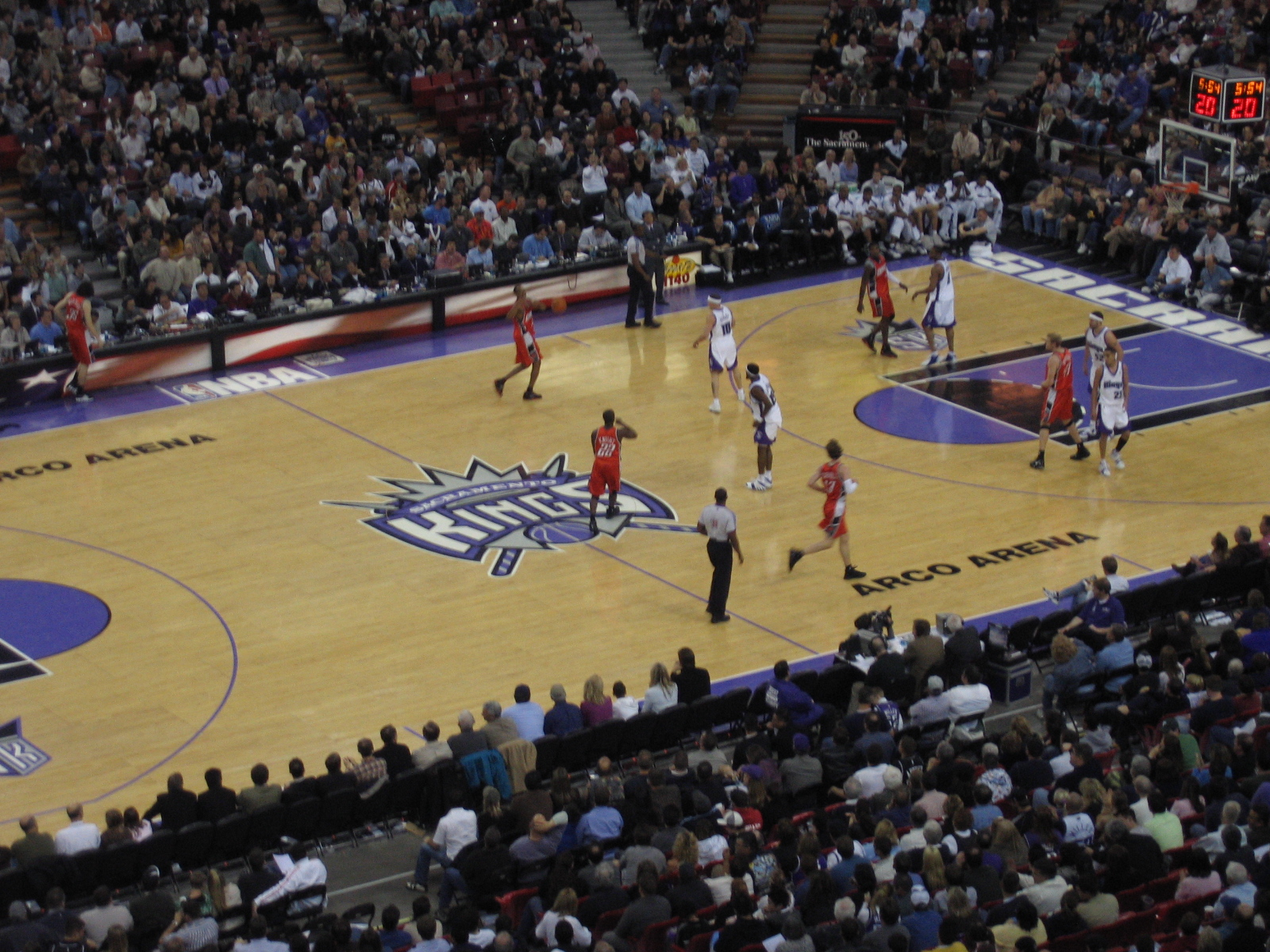
Intérieur de l'Arco Arena (ancienne arène) pendant un match des Kings de Sacramento.

La ville de Sacramento abrite une franchise professionnelle de basketball, les Kings de Sacramento en NBA. Ils jouent dans le Golden 1 Center. Il y avait une seconde franchise de Basketball (féminine) les Monarchs de Sacramento qui évoluaient en WNBA, mais elle disparut en 2009.
| Club                      | Ligue     | Sport       | Enceinte           | Capacité | Fondation   | Palmarès                                       |
| ------------------------- | --------- | ----------- | ------------------ | -------- | ----------- | ---------------------------------------------- |
| Kings de Sacramento       | NBA       | Basket-ball | Golden 1 Center    | 16 291   | 1923 (1985) | 1 NBA, 2 NBL (en tant que Royals de Rochester) |
| Republic FC de Sacramento | USL       | Soccer      | Papa Murphy's Park | 13 763   | 2012        | 1 USL Pro                                      |
| River Cats de Sacramento  | PCL (AAA) | Baseball    | Raley Field        | 8 435    | 1978 (2000) | 2 Triple-A titles, 4 League titles             |

Autres équipes :
- Football américain
  - 1967-1970: Buccaneers/Capitols de Sacramento (COFL)
  - 1991-1992: Surge de Sacramento (WLAF)
  - 1993-1995: Gold Miners de Sacramento (LCF)
  - 2009-2012: Mountain Lions de Sacramento (UFL)
  - 2016-: Sirens de Sacramento (IWFL)
- Football américain en salle
  - 1992: Attack de Sacramento (AFL)
  - 2014-: Spartans de Sacramento (Indépendante)
- Baseball
  - 1883-1976 : Solons de Sacramento (?)
  - 2016- : Stealth de Sacramento (GWL)
  - 1999-2003 : Steelheads de Solano (WBL)
- Basket-ball
  - 1997-2009: Monarchs de Sacramento (WNBA)
  - 2006-2013: HeatWave de Californie (ABA)
- Football
  - 1976-1980: Gold de Sacramento (ASL)
  - 1989- : Sacramento Senators (WSA)
  - 1995- : Storm de Californie (WPSL)
- 1996-1998: Sacramento Scorpions (USISL)
  - 1997-1999: Geckos de Sacramento (USL)
  - 2001-?: Pride de Sacramento (WPSL)
  - 2003-2009: Knights de Sacramento (NPSL)
  - 2009: Gold de Sacramento (NPSL)
- Football en salle
  - 1993-2001: Knights de Sacramento (CISL)
  - 2012-2016: Surge de Sacramento (MASL)
- Rugby à XV
  - 2016-2017: Express de Sacramento (PRO Rugby)
- Football australien 
  - 2009-: Suns de Sacramento (USAFL)
- Roller derby
  - 2006-: Sacramento Roller Derby (WFTDA)
- Tennis
  - 1988-2013: Capitals de Sacramento (WTT)

Équipes universitaires:
- Hornets de Sacramento State (NCAA Division I)
- Aggies d'UC Davis (NCAA Division I)
- Hawks de Cosumnes River College (?)
- Panthers de Sacramento City College (CCCAA)

## Tourisme
Sacramento est neuvième au palmarès des villes américaines les plus durables du magazine Lawn Starter, basé sur des critères de développement durable, pollution, transports et production alimentaire, derrière San Francisco (Californie),
Boston (Massachusetts), New York, Oakland (Californie)
San Diego (Californie), Seattle, Baltimore (Maryland), et devant Los Angeles (Californie), soit six villes de Californie sur dix.

## Culture

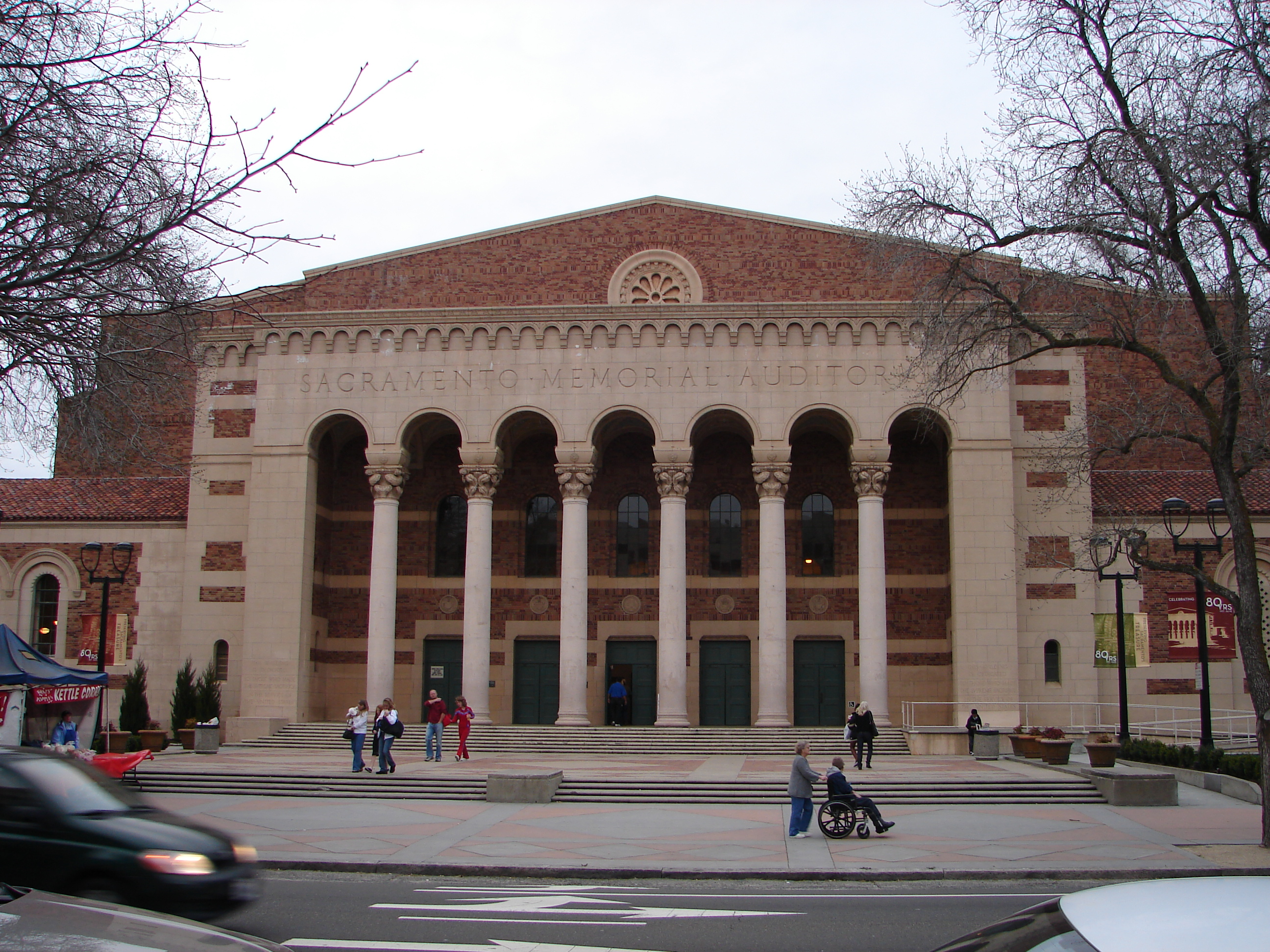
Le Sacramento Memorial Auditorium.

- Festival du film français de Sacramento
- La ville abrite le Capitole de l'État de Californie.
- Le Sacramento Convention Center qui administre le Community Center Theatre (où ont lieu les représentations du Ballet de Sacramento) et le Memorial Auditorium. L'Académie de musique russo-américaine de Roseville représente régulièrement des opéras.

### Musées

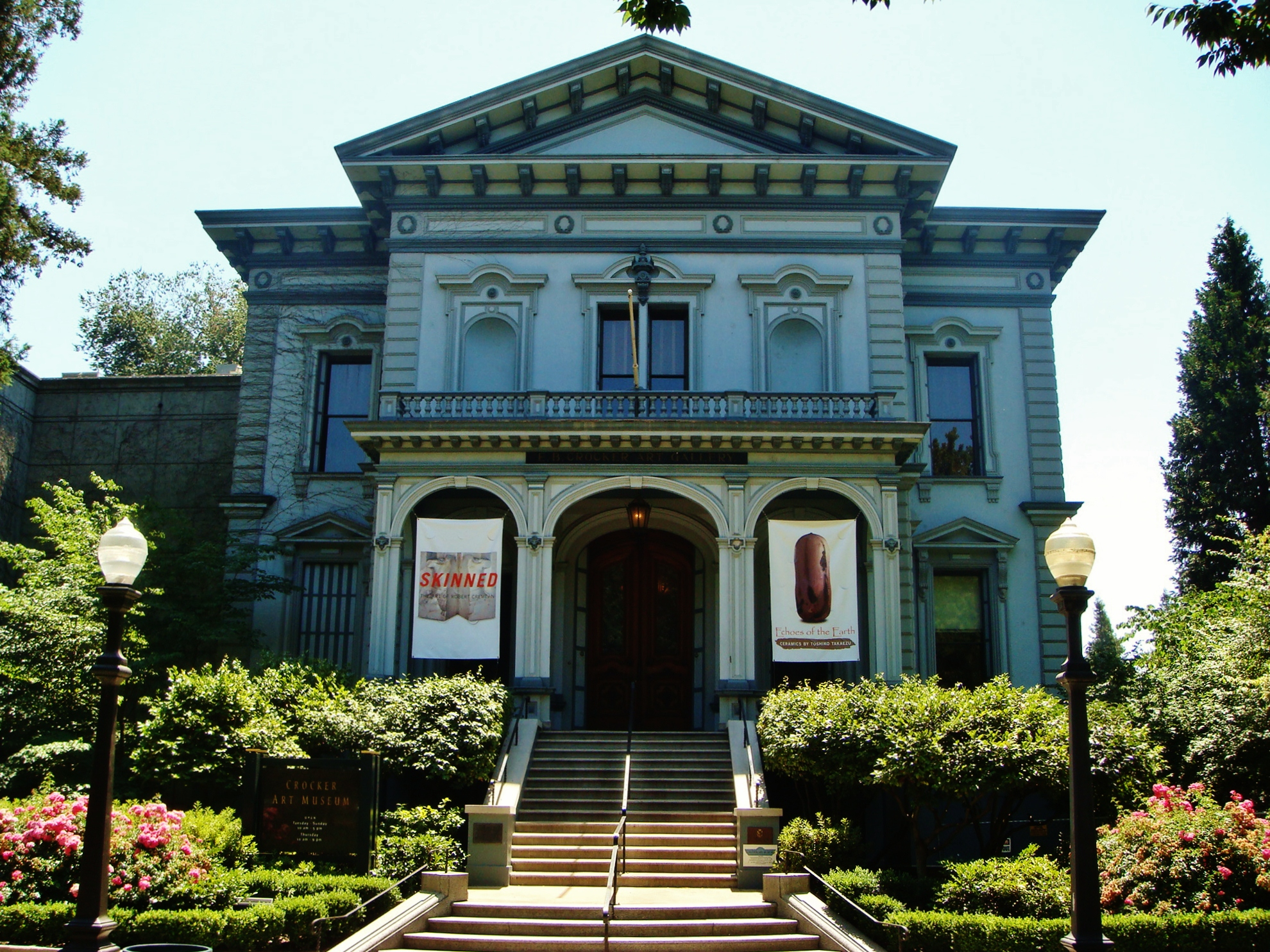
Le Crocker Art Museum de Sacramento.

La ville de Sacramento compte de nombreux musées dont la plupart sont uniques en Californie.

#### Musées d'histoire
- Musée militaire de l'État de Californie. Ouvert en 1991, ce musée retrace l'histoire militaire de la Californie à travers 30 000 objets, une imposante bibliothèque et des documents d'archive exceptionnels.
- Musée historique californien de la Fonderie[19]. De l'art de la fonderie du temps de la ruée vers l'or en Californie aux technologies les plus modernes.
- Musée du Capitole. Toute l'histoire de ce monument, de sa construction en 1869 à son rôle dans la politique californienne d'aujourd'hui.

#### Musées d'art et d'ethnologie
- Musée de Californie. Permet de découvrir la Californie et ses habitants.
- Musée indien de l'État de Californie[20]. Histoire et art des Indiens natifs d'Amérique.
- Le Crocker Art Museum. Exposition régulière d'œuvres d'art du monde entier.

#### Musées des transports
- Musée de l'Aérospatiale, situé sur l'ancienne base aérienne de McClellan. Reconstitution d'appareils civils et militaires.
- Musée du Chemin de fer de Californie. Ce musée est considéré comme le musée de chemins de fer le plus connu d'Amérique du Nord.

#### Autres
D'autres sites touristiques proposent leur propre musée, comme le Leland Stanford Mansion State Historic Park, qui dépend de la maison de Leland Stanford.

## Médias

### Télévision
| Chaîne | Indicatif | Groupe            |
| ------ | --------- | ----------------- |
| 3      | KCRA-TV   | NBC               |
| 6      | KVIE      | PBS               |
| 10     | KXTV      | ABC               |
| 13     | KOVR      | CBS               |
| 19     | KUVS-TV   | Univision Network |
| 29     | KSPX      | ION               |
| 31     | KMAX-TV   | CW                |
| 32     | KSTV-LP   | Azteca América    |
| 33     | KCSO-LP   | Telemundo         |
| 40     | KTXL      | Fox               |
| 58     | KQCA      | MyNetworkTV       |
| 64     | KTFK      | UniMás            |

### Journaux d'information
Le premier quotidien d'information est le Sacramento Bee, fondé en 1857 par James McClatchy. Le Sacramento Bee a gagné cinq prix Pulitzer dans son histoire. Son principal rival, le Sacramento Union, fut lancé six ans plus tard en 1851 et arrêta sa diffusion en 1994. Le Sacramento News & Review est un hebdomadaire fondé en 1989.
- The Sacramento Bee
- The Sacramento Union
- Sacramento News & Review

### Magazines
- Sactown Magazine
- Sacramento Magazine
- Sacramento Parent Magazine
- Comstock's Magazine
- Government Technology Magazine

### Radios
- KDEE-LP
- KCTC, à l'ouest de Sacramento
- KZZO
- KYDS
- KXPR
- KUDL
- KDND, radio dédiée aux hits contemporains
- KCVV
- KTKZ, une radio dédiée aux informations

### Série tournée à Sacramento
La série Huit, ça suffit ! se déroule dans un quartier aisé de Sacramento à la fin des années 1970.
La série Mentalist a été tournée en grande partie dans cette ville

## Jumelages
La ville de Sacramento est jumelée avec :
- Hamilton (Nouvelle-Zélande) depuis le 6 décembre 1988

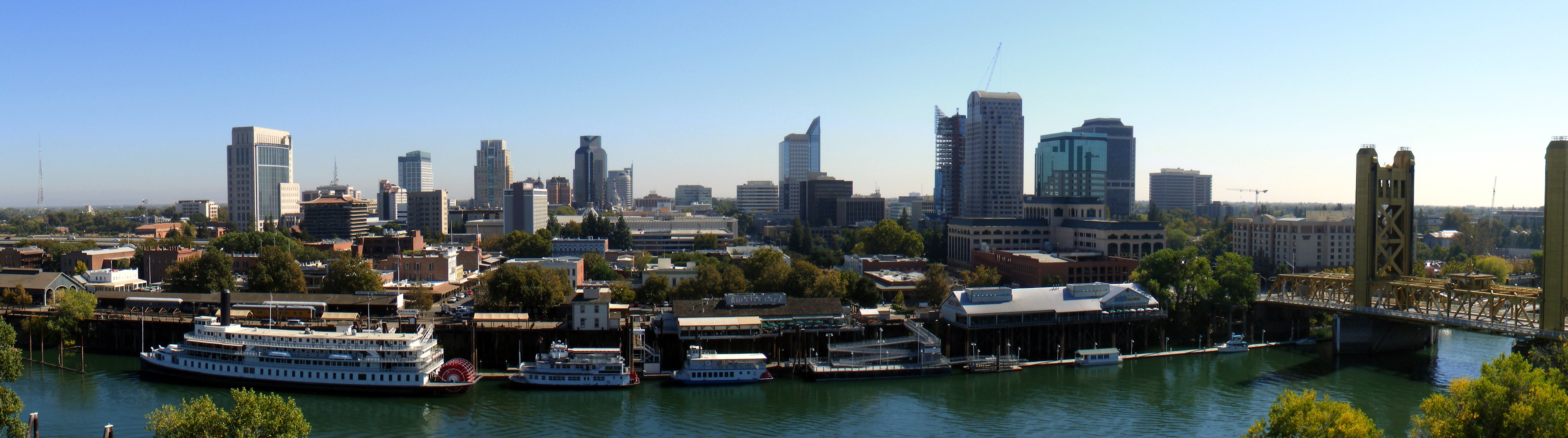
Vue panoramique de la ville de Sacramento.

- Liestal (Suisse) depuis le 21 mars 1989
- Jinan (Chine) depuis le 16 octobre 1984
- Matsuyama (Japon) depuis le 17 mars 1981
- Yongsan-gu (Corée du Sud) depuis le 22 juillet 1997
- Manille (Philippines) depuis le 8 juin 1961
- Pasay (Philippines) depuis le 28 février 2006
- Chișinău (Moldavie) depuis le 12 décembre 1989
- San Juan de Oriente (Nicaragua) depuis le 18 février 2006
- Bethléem (Palestine) depuis le 15 décembre 2009
- Ashkelon (Israël) depuis 2012
- Mexicali (Mexique) depuis 2013